# Mesalina bahaeldini
Mesalina bahaeldini es una especie de escincomorfos de la familia Lacertidae.

## Distribución geográfica yhábitat
Es endémica del Sinaí (Egipto). Su rango altitudinal oscila entre 200 y 1999 m s. n. m..

## Subespecies
Se reconocen las siguientes según The Reptile Database:
- M. bahaeldini bahaeldini Segoli, Cohen & Werner, 2002
- M. bahaeldini curatorum Werner & Ashkenazi, 2010